# Monetazione di Selinunte
La monetazione di Selinunte riguarda le emissioni monetarie di un'antica città greca, Selinunte, presso l'odierna città di Castelvetrano.

## Contesto storico
Selinunte (in greco antico Σελινοῦς, in latino Selinus) era un'antica città greca sita sulla costa sud-occidentale della Sicilia, nel territorio del comune di Castelvetrano.
Il nome greco della città viene da σέλινον (sélinon) che significa sedano, pianta che cresceva spontaneamente lungo i fiumi che passavano vicina la città. Fu fondata nel 650 a.C. dagli abitanti di Megara Hyblaea (Diodoro Siculo) e distrutta nel 409 a.C. dai Cartaginesi.

## Monetazione
È tra le prime città della Sicilia a coniare monete datate intorno al 550-530 a.C., all'incirca nelle stesso periodo di Himera. 

### Primo periodo
Nelle prime coniazioni Selinus, come Himera, usa la tecnica del quadrato incuso tecnica caratteristica della prima monetazione arcaica. Al dritto è rappresentata la foglia di sedano, ("tipo parlante"); al rovescio vi è il quadrato incuso.
In una fase successiva (dopo il 515 a.C.) anche nel quadrato incuso è raffigurata la foglia di selinon e ci sono le lettere ΣΕΛΙ (seli), le prime quattro dell'etnico, disposte variamente.
Secondo Rutter questa fase della monetazione è proseguita anche nel V secolo e che c'è un arresto della monetazione verso 480 a.C. o leggermente dopo. In quella periodo gli abitanti di Selinunte avevano appoggiato l'invasione dei cartaginesi, conclusasi con la loro sconfitta nella battaglia di Imera del 480 a.C..
Mentre inizialmente furono coniate esclusivamente degli stateri, alla fine del VI secolo, quando anche entro il quadrato incuso del rovescio è raffigurata una foglia di selinon, appaiono tre gruppi di frazioni: un gruppo con foglie di selinon su entrambi i lati con un peso che varia da 0,77 a 0,31 g; un secondo presenta una foglia di selinon al diritto e un fiore simile a una rosa al rovescio e un peso da 0,54 a 0,32; il terzo gruppo presenta la foglia di selinon al dritto e due punti al rovescio con un peso tra 0,13 e 0,06 grammi.
Secondo Rutter i due punti al rovescio potrebbero indicare che si tratti di hexas, cioè di una moneta da due onkia o sesto di litra.
Il peso dello statere è di circa 8,70 g. Le opinioni sul piede monetario usato differiscono. Rutter fa notare che il piede è simile a quello di Corinto che adottava uno statere del peso di 8,6 g diviso in tre dracme. Pone anche in evidenza il fatto che anche le tecniche di coniazione sono simili. Anche a Corinto le prime monete mostrano la tecnica del quadrato incuso. Più tardi, quando a Selinus appare la foglia di sedano entro il quadrato incuso, anche a Corinto entro il quadrato appare un tipo, in questo caso le testa di Atena.

### Secondo periodo
La monetazione riprende verso il 450 a.C.. Selinus conia ora adottando il piede attico, usato anche a monetazione di Siracusa, ossia il tetradramma dal peso di 17,40 g. Vengono emessi due valori: un tetradracma e un didracma. 

#### Tetradracma
Il tetradracma ha al dritto la quadriga con Apollo e Artemide. Artemide guida la quadriga mentre Apollo tende l'arco. Apollo e Artemide erano le divinità protettrici di Megara, la città che aveva fondato la colonia. Al rovescio è raffigurata rovescio la personificazione del fiume Selinus nell'atto di fare un sacrificio. Il disegno del rovescio richiama quello della monetazione di Himera coeva. In questi tetradrammi la divinità fluviale è rappresentata come un giovane nudo, con piccole corna che sporgono dalla fronte. La raffigurazione di un fiume come uomo con le corna è parallela a quella del toro androprosopo. Il gallo è pronto per essere sacrificato, mentre il toro che si intravede sullo sfondo, su un plinto, indica il luogo in cui si svolge il sacrificio, cioè il santuario del dio. La foglia di selinon, che è il tipo parlante della prima monetazione, è presente qui come un piccolo stemma.

#### Didramma
Il didramma (ca. 8,70 g) ha al dritto Eracle che cattura il toro di Creta e al rovescio al personificazione del fiume Hypsas (l'altro fiume di Selinunte) nell'atto di fare un sacrificio. Dietro il dio è raffigurato un trampoliere che va a sinistra, quasi uscendo di scena. Questa scena, per cui l'uccello, caratteristico degli ambienti acquitrinosi, si allontana, può essere legato alla bonifica delle paludi che circondavano la città. Il tema del sacrificio per il resto ripete qui quello del tetradracma.
Il culto di Eracle a Selinunte è attestato e ricollega la città ad Argo.
La presenza dei due fiumi nei rovesci di queste monete, potrebbe riferirsi alle opere di canalizzazione suggerite da Empedocle per risolvere problemi di malaria di cui soffriva la città.
Ai tetradracmi e ai didrammi si affiancano varie frazioni: dracma, emidracma e litra.
Dracma
La dracma presenta al dritto la testa della ninfa Eurimedusa con la sfendone, cioè la fascia che cinge i capelli; la legenda è ΕΥΡΥΜΕΔΟ, con scrittura retrograda; dietro un airone. Anche qui il trampoliere farebbe riferimento alla bonifica. Eurimedusa è il nome di una delle ninfe figlie di Acheloo, nonché madre di Mirmidone, il capostipite dei Mirmidoni. Al rovescio c'è la testo giovanile del dio Selinos, rappresentato con orecchie e corna taurine; la legenda è ΣΕΛΙΝΟΣ, con scrittura retrograda e dietro c'è una foglia di selinon.
Emidracma
Esistono alcune varianti, tutte con la testa di Eracle al dritto e una quadriga veloce al rovescio. La variazione principale è nella posizione della testa di Eracle, che può essere volta a destra, di fronte o leggermente girata. Al rovescio, in esergo, l'etnico, con varie grafie.
Litra
La litra (o forse obolo) presenta al dritto una divinità femminile che trattiene un serpente che è alzato e proteso verso di lei; in altro una foglia di selinon. Al rovescio toro androprosopo e etnico, con varie grafie (ΣΕΛΙΝΟΣ, ΣΕΛΙΝΟΕΣ, ΣΕΛΙΝΟΝΤΙΟΝ), sopra a volte foglia di selinon.

### Tardo V secolo
Nella seconda metà del V secolo in Sicilia hanno luogo dei nuovi fenomeni: per la prima volta in Sicilia ci sono le coniazione di monete da parte di popolazioni non greche, e, poco dopo, le prime emissioni in bronzo. Le prime sono monete fuse che appartengono alla monetazione di Acragas (Agrigento). Anche Selinunte conia, intorno al 420, monete fuse, come anche Himera.
Altro aspetto rilevante è il nuovo stile che assumono le monete: pur mantenendo gli stessi tipi c'è il passaggio da uno stile arcaico a uno classico. Questa evoluzione stilistica è presente in tutta la monetazione siceliota contemporanea, particolarmente evidente nella monetazione di Siracusa. La quadriga diventa una "quadriga veloce", simile a quella di Siracusa.
L'ultima monetazione di Selinunte è collocata circa tra il 415 e il 409, anno della distruzione della città.
In questa ultima fase sono coniate in argento due monete, un tetradramma e un didramma. Le monete presentano gli stessi tipi della fase precedente. Il tetradramma ha al dritto la quadriga con Artemide e Apollo e al rovescio il dio fluviale Selinos in atto di sacrificare su un altare. Il didramma presenta al dritto Eracle che combatte con il leone di Creta e al rovescio il dio fluviale Hypsas. Lo stile è invece, come visto nuovo, con il superamento dello stile arcaico e il pieno ingresso nello stile classico.
Verso la fine del secolo aumenta la conflittualità tra Selinunte e Segesta e gli abitanti di quest'ultima chiedono sostegno ai Cartaginesi. La città termina di coniare nel 409 a.C. anno in cui fu distrutta dai Cartaginesi.

## Monetazione di bronzo
Selinus è una delle due città della Sicilia che ha usato anche l'aes grave. L'altra è Akragas. Ha usato anche la monetazione al martello.

### Aes grave
La qualità scadente di questa coniazione fusa, rispetto agli standard sicelioti dell'epoca, fa supporre un'emissione privata. Queste emissioni sono da collocare intorno agli anni 430 a.C..
Appartengono a questo gruppo otto monete. Tutte recano l'indicazione di valore con un numero di globetti pari alla quantità di onkia che costituisce il valore. Il valore è sempre presente al rovescio e al dritto nei tetras e nei trias.
Ci sono tre tetras, cioè monete da quattro onkia, che hanno tutte al dritto una testa di gorgoneion. Al i tipi sono diversi: il primo presenta anche al rovescio il gorgoneion, mentre gli altri hanno un cratere e una foglia di selinon.
I trias, cioè monete da tre onkia, hanno due tipi. Il primo ha al dritto il gorgoneion mentre l'altro ha una testa di ninfa. Entrambi hanno al rovescio la foglia di selinon.
Esistono due tipi di hexas, (due once o 1/6 di litra); il primo ha al dritto la testa di ninfa e al rovescio l'indicazione del valore.
L'altro è caratterizzato da una forma particolare, non è tondo ma ha un aspetto di cuneo con angoli arrotondati. Ha su un lato una testa di sileno e sull'altro la foglia di selinon e l'indicazione del valore.
L'ultima moneta fusa è l'onkia, anch'essa di forma triangolare, che presenta su un lato un vaso e sull'altro la foglia e l'indicazione di valore.

### Coniazione al martello
Sono note due monete, un emilitron e un tetras. I tipi sono uguali, variano solo le dimensioni dei pezzi.
Al dritto c'è la testa di Eracle, volta a destra, che indossa una pelle di leone. Al rovescio la legenda ΣΕ (se) con arco e un oggetto variamente interpretato o come faretra o come custodia dell'arco. Questa moneta era una volta attribuita a Segesta, ma il ritrovamento di esemplari in migliori condizioni e la presenza della foglia di selinon ha permesso di attribuirla a Selinus. Anche la vicinanza stilistica con l'emidracma d'argento, quella con la quadriga del rovescio, spinge a confermare questa attribuzione. Queste monete sono databili verso la fine del IV secolo, tra il 415 e il 409 che è l'anno in cui Selinunte è distrutta da cartaginesi.

## Ritrovamenti
Thomson e al. (IGHC) riportano 25 ritrovamenti di tesori. Di questi 3 in Magna Grecia, 19 in Sicilia, di cui 4 a Selinunte, 1 a Malta e 2 nella penisola iberica. Le date di seppellimento sono stimate tra il 500 a.C. e il 290 a.C., più di cento anni dopo la cessazione delle emissioni. Le monete associate provengono in gran parte dalle zecche della Magna Grecia e della Sicilia; sono anche presenti monete di Atene, "pegasi" e altre monete in minor quantità.
| IGCH             | Località                    | anno ritrov. | sepol. (a.C.) | Periodo      | n° pezzi     | monete Selinus | altre città |
| Magna Grecia     | Magna Grecia                | Magna Grecia | Magna Grecia  | Magna Grecia | Magna Grecia | Magna Grecia   | Magna Grecia |
| ---------------- | --------------------------- | ------------ | ------------- | ------------ | ------------ | -------------- | --- |
| 1874             | Taranto                     | 1911         | 508           | arch.        | ca. 600 AR   | Selinus 8 AR   | Metaponto 149+ Poseidonia 5 Sybaris 135 Velia 96 Crotone 80+ Himera 5 Lete 18 Thasos 11 Corcyra 14 Atene 8 Aegina 15 Corinto 13 Altre ca 30           |
| 1910             | Vito Superiore (RC)         | 1939         | 387 a.C.      | class.       | 134 AR       | Selinus 1      | Rhegium 6 Acragas 7 Camarina 4 Catana 5 Gela 5 Leontini 8 Messana 30 Siracusa 41 Siculo-puniche 11 Atene 1 Corinto 8 Ambracia 4 altre 3               |
| 1911             | Chiesa Pepe (RC)            | 1913         | 387           | class.       | 97 AR        | Selinus 1      | Rhegium 7 Acragas 1 Catana 1 Gela 4 Himera 1 Leontini 6 Messana 9 Siracusa 35 Atene 3 Altre 2                                                         |
| Sicilia          |                             |              |               |              |              |                | |
| 2059             | Selinunte                   | 1888         | 500           | arch.        | 70 AR        | Selinus 70     | |
| 2067             | Selinunte                   | 1898         | c. 480        | arch.        | 33 AR        | Selinus 33     | |
| 2071             | Monte Bubbonia              | 1910         | c. 470        | class.       | 338 AR       | Selinus 30     | Rhegium 4 Acragas 78 Camarina 1 Himera 6 Leontini 2 Zancle 2 Messana 5 Siracusa 68 Atene 6 Altre 1                                                    |
| 2072             | Himera                      | 1892         | c. 470        | class.       | 35 AR        | Selinus 2      | Himera 33 |
| 2084             | Selinunte                   | 1923         | c. 455        | class.       | 475 AR       | Selinus 100    | Acragas 91 Catana 2 Gela 95 Himera 4 Leontini 27 Messana 20 Siracusa 136                                                                              |
| 2089             | S. Caterina Villarmosa (CL) | 1955         | c. 420        | class.       | 100 AR       | Selinus 1      | Rhegium 2 Acragas 7 Catana ? Gela 7 (8?) Leontini 4 Messana 3 Naxus 1 Segesta 4 Siracusa 13 Atene 7                                                   |
| 2092             | Selinunte (Latomie)         | 1885         | c. 409        | class.       | 48 AR        | Selinus 3      | Rhegium 1 Catana 3 Gela 7 Himera 1 Leontini 4 Messana 3 Segesta 1 Siracusa 21 Atene 4                                                                 |
| 2095             | Scornavacche                | 1949         | c. 405        | class.       | 27 AR        | Selinus 1      | Rhegium 1 Acragas 1 Camarina 5 Catana 4 Gela 2 Messana 4 Naxus 1 Siracusa 5 Atene 3                                                                   |
| 2096             | Schisò                      | 1852         | c. 403        | class.       | 2000+ AR     | Selinus ?      | I contenuti esatti del tesoro non sono noti |
| 2101             | Augusta                     | 1954         | c. 400        | class.       | 28 AR        | Selinus 1      | Rhegium 1 Acragas 1 Gela 3 Leontini 1 Messana 6 Siracusa 15                                                                                           |
| 2102             | Monte Raci                  | 1953         | c. 400        | class.       | 33 AR        | Selinus 1      | Acragas 1 Gela 3 Himera 2 Leontini 1 Messana 2 Segesta 1 Siracusa 7                                                                                   |
| 2104             | Agrigento                   | 1907         | c. 400        | class.       | 200+ AR      | Selinus 1      | Siracusa 1 |
| 2105             | Sicilia ?                   | 1961         | c. 400        | class.       | 37+ AR       | Selinus 1      | Rhegium 4 Catana 8 Messana 5 Motya 1 Naxus 9 Segesta 1 Siracusa 8                                                                                     |
| 2119             | Contessa                    | 1888         | c. 390        | class.       | 37+ AR       | Selinus 1      | Rhegium 2 Acragas 1 Camarina 1 Catana 4 Eryx 5 Gela 10 Himera 1 Leontini 3 Messana 16 Segesta 2 Siracusa 31 Siculo-puniche 14 Ziz 10 Leucas 2 Atene 3 |
| 2120             | Ognina                      | 1923         | c. 390        | class.       | 309+ AR      | Selinus 8      | Rhegium 6 Acragas 26 Camarina 4 Catana 22 Gela 41 Himera 1 Leontini 13 Messana 49 Motya 1 Naxus 2 Segesta 28 Siracusa 97 Ziz 1 Atene 5 Pegasi 5       |
| 2123             | S. Maria di Licodia         | 1890         | c. 370        | class.       | 80+ AR       | Selinus 1      | Messana 3 Motya 1 Siracusa 73 Atene 2 Pegasi "molti"                                                                                                  |
| 2130             | Licata                      | 1926         | c. 350        | class.       | 91 AR        | Selinus 8      | Rhegium 6 Gela 4 Leontini 2 Messana 1 Siracusa 3 Atene 4 Pegasi 58 Altre 23                                                                           |
| 2136             | Leonforte                   | 1895         | c. 350        | class.       | 68 AR        | Selinus 1      | Rhegium 1 Camarina 1 Messana 2 Siracusa 6 Atene 2 Pegasi 54                                                                                           |
| 2182             | Cammarata                   | 1859         | c. 290        | ellenist.    | c. 200 AR    | Selinus 1      | Siracusa 10 Siculo-puniche c. 30 Pegasi c. 150 Altri 2                                                                                                |
| Malta            |                             |              |               |              |              |                | |
| 2260             | Malta                       | prima 1913   | V sec.        | class.       | 1 AR         | Selinus 1      | |
| Penisola iberica |                             |              |               |              |              |                | |
| 2312             | Montgó (Dénia)              | 1891         | c. 310        | ellenist.    | 16 AR        | Selinus 1      | Emporiae 6 Massalia 4 Leontini 1 Messana 1 Siracusa 1 Corinto 1 Cartagine 1                                                                           |
| 2314             | Tarragona (pressi)          | 1870         | fine IV sec.  | ellenist.    | 39 AR        | Selinus 1      | Emporiae 19 Massalia 16 ispaniche 3 |

Note
1. ↑  Tutti stateri
2. 1 2 3 4 5 6 7 8 9 10 11 12  Tetradramma
3. ↑  Didracmi con il quadrato incuso
4. ↑  Didracmi: 25 quadrato incuso, 7 rovescio con foglia, 1 con foglia e ΣΕΛΙ
5. ↑  Didracmi: rovescio con foglia
6. ↑  Un didracma: rovescio con foglia; 1 obolo
7. ↑  25 tetradracmi, 75 didrammi
8. 1 2  Tetradrammi
9. 1 2  Il resto è disperso
10. ↑  Tre decadrammi sono firmati da Cimone e 20 da Euainetos
11. ↑  Didracma
12. ↑  Litra